# شابدا
شابدا (سانسکریت: Shabda)، در آیین هندو به معنای صدا و عنصر لطیف قوهٔ سامعه است.

## پنج عنصر لطیف
پنج عنصر لطیف عبارت اند از قوهٔ سامعه (Shabda)، قوهٔ لامسه (Sparśa)، قوهٔ باصره (Murti)، قوهٔ ذائقه (rasa)، قوهٔ شامه (gandha).
عنصر لطیف صوت مستقیماً از «بوتادی» (bhutadi) یا «منشأ آفرینش عنصری» زاده می‌شود.

## تلفظ صداها
تلفظ صداها و شنیدن آنها به‌طور مستقیم در مراکز عصبی در مغز، و به‌طور غیر مستقیم در سیستم سه‌گانه آیدا، پینگالا و سوشومنا، شش چاکرا، و از راه شش چاکرا در پنج اصل زمین، آب، دما، هوا، و اثیر تأثیر می‌گذارند.

## مانترا
تمام مانتراها از حروف تشکیل می‌شوند، و صدای این حروف در روان و جسم تأثیر می‌گذارند، و تثبیت توجه روانی در معنای آنها بسیار مؤثر است.

## الههٔ سخن
وقتی که کندالینی نقش ساراسواتی (Saraswati)، الههٔ سخن، را ایفا می‌کند، در ویشوددها (Vishuddha)، او به عنوان وارنامایی نیروهای صوتی الهی را که تا آن زمان بی حرکت بوده، در یوگی به کار می‌اندازد.

## میمامسا
می مانسا، ابتدا توجه خود را به مراسم عبادی و اعتقادات جزمی آثار مقدس و مبحث تأویل و تعبیر واژه‌های ودائی معطوف ساخت، زیرا سندیت آسمانی ودا شالودهٔ نظری این مکتب بود و این آئین می‌خواست بیش از هر چیز ثابت بکند که ودا واقعیتی است مستقل و متکی به خود و از ازل بوده و تا ابد خواهد بود و هیچ مخلوقی در تألیف و تکوین آن دخالت نداشته‌است، بلکه منشأ و مبدأ آن ورای انسانی (apauresya) است و به همین علت بین مآخذ شناختی که می مانسا قبول داشت یعنی ادراک، استنتاج، قیاس، ملازمت، ادراکِ عدم مدرَک و علم لفظی (Shabda) فقط آخرین آن هارا (علم لفظی) که مربوط به «وحی منزل» عبارات ودائی بود شایسته آن دانست که به کنه شریعت و وظائف شرعی (dharma) پی برد و به همین سبب آن را مافوق وسائل دیگر شناخت پنداشت.